# HMS Byard (K315)
HMS Byard (K315) là một tàu frigate lớp Captain của Hải quân Hoàng gia Anh hoạt động trong Chiến tranh Thế giới thứ hai. Nó nguyên được Hoa Kỳ chế tạo như chiếc USS Donalson (DE-55), một tàu hộ tống khu trục lớp Buckley, và chuyển giao cho Anh Quốc theo Chương trình Cho thuê-Cho mượn (Lend-Lease). Tên nó được đặt theo Đại tá Hải quân Sir Thomas Byard (1743-1798), hạm trưởng chiếc HMS Bedford (1775) và đã từng tham gia cuộc Chiến tranh Cách mạng Pháp. Nó đã phục vụ cho đến khi chiến tranh kết thúc tại Châu Âu, hoàn trả cho Hoa Kỳ năm 1945, và cuối cùng bị bán để tháo dỡ vào năm 1946.

## Thiết kế và chế tạo
Buckley là một trong số sáu lớp tàu hộ tống khu trục được Hải quân Hoa Kỳ chế tạo nhằm đáp ứng nhu cầu hộ tống vận tải trong Thế Chiến II, sau khi Hoa Kỳ chính thức tham chiến vào cuối năm 1941. Chúng hầu như tương tự nhau, chỉ với những khác biệt về hệ thống động lực và vũ khí trang bị. Động cơ của phân lớp Backley bao gồm hai turbine hơi nước General Electric để dẫn động hai máy phát điện vận hành hai trục chân vịt, và dàn vũ khí chính bao gồm 3 khẩu pháo pháo 3 in (76 mm)/50 cal.
Những chiếc phân lớp Buckley (TE) có chiều dài ở mực nước 300 ft (91 m) và chiều dài chung 306 ft (93 m); mạn tàu rộng 37 ft 1 in (11,30 m) và độ sâu mớn nước khi đầy tải là 11 ft 3 in (3,43 m). Chúng có trọng lượng choán nước tiêu chuẩn 1.430 tấn Anh (1.450 t); và lên đến 1.823 tấn Anh (1.852 t) khi đầy tải. Hệ thống động lực bao gồm hai nồi hơi và hai turbine hơi nước General Electric công suất 13.500 mã lực (10.100 kW), dẫn động hai máy phát điện công suất 9.200 kilôwatt (12.300 hp) để vận hành hai trục chân vịt;  công suất 12.000 hp (8.900 kW) cho phép đạt được tốc độ tối đa 23 kn (26 mph; 43 km/h). Con tàu mang theo 359 tấn Anh (365 t) dầu đốt, cho phép di chuyển đến 6.000 nmi (6.900 mi; 11.000 km) ở vận tốc đường trường 12 kn (14 mph; 22 km/h).
Vũ khí trang bị bao gồm pháo 3 in (76 mm)/50 cal trên ba tháp pháo nòng đơn đa dụng (có thể đối hạm hoặc phòng không), gồm hai khẩu phía mũi và một khẩu phía đuôi. Vũ khí phòng không tầm gần bao gồm hai pháo Bofors 40 mm và tám pháo phòng không Oerlikon 20 mm. Con tàu có ba ống phóng ngư lôi Mark 15 21 inch (533 mm). Vũ khí chống ngầm bao gồm một dàn súng cối chống tàu ngầm Hedgehog Mk. 10 (có 24 nòng và mang theo 144 quả đạn); hai đường ray Mk. 9 và bốn máy phóng K3 Mk. 6 để thả mìn sâu. Thủy thủ đoàn đầy đủ bao gồm 200 sĩ quan và thủy thủ.
Byard được đặt lườn như là chiếc Donalson (DE-55) tại xưởng tàu của hãng Bethlehem-Hingham Steel Shipyard ở Hingham, Massachusetts vào ngày 15 tháng 10, 1942 và được hạ thủy vào ngày 6 tháng 3, 1943. Con tàu được chuyển giao cho Anh Quốc, và nhập biên chế cùng Hải quân Anh như là chiếc HMS Byard (K315) vào ngày 18 tháng 6, 1943 dưới quyền chỉ huy của Hạm trưởng, Thiếu tá Hải quân Lionel Haultain Phillips.

## Lịch sử hoạt động
Byard đã hoạt động thuần túy cùng Đội hộ tống 4 trong suốt cuộc chiến tranh khi tham gia hộ tống các đoàn tàu vận tải vượt Đại Tây Dương. Con tàu có vinh dự trở thành chiếc tàu frigate lớp Captain đầu tiên đã đánh chìm một tàu ngầm U-boat của Hải quân Đức trong chiến tranh.
Vào ngày 17 tháng 10, 1943, đang khi hộ tống Đoàn tàu ONS 20 vốn đang bị 16 tàu U-boat đối phương tấn công theo chiến thuật "bầy sói" tại khu vực phía Đông mũi Farewell, Greenland, Byard đã tấn công bằng mìn sâu và đánh chìm tàu ngầm U-841 tại tọa độ 59°57′B 31°06′T / 59,95°B 31,1°T. 27 thành viên thủy thủ đoàn của U-841 đã tử trận, và 27 người sống sót được cứu vớt.
Sau khi chiến tranh chấm dứt tại châu Âu, Byard quay trở về Hoa Kỳ vào ngày 12 tháng 12, 1945, và được chính thức hoàn trả cho Hoa Kỳ nhằm giảm bớt chi phí mà Anh phải trả cho Hoa Kỳ trong Chương trình Cho thuê-Cho mượn (Lend-Lease). Do dư thừa so với nhu cầu về tàu chiến sau khi chiến tranh đã chấm dứt, nó được rút tên khỏi danh sách Đăng bạ Hải quân Hoa Kỳ vào ngày 7 tháng 2, 1946. Con tàu bị bán để tháo dỡ vào ngày 5 tháng 11, 1946, thoạt tiên cho hãng Atlas Steel and Supply Co. tại Cleveland, Ohio, sau đó nó được bán lại cho hãng Kulka Steel and Equipment Co. tại Alliance, Ohio vào ngày 8 tháng 12 và cuối cùng cho hãng Bristol Engineering Co. tại Somerset, Massachusetts trước khi được tháo dỡ.